# Mairia crenata
Mairia crenata là một loài thực vật có hoa trong họ Cúc. Loài này được (Thunb.) Nees mô tả khoa học đầu tiên.